# صفیه اوکلی گرین
صفیه گریس اوکلی-گرین (انگلیسی: Safia Grace Oakley-Green؛ زادهٔ ژوئن ۲۰۰۱) بازیگر انگلیسی است. او برای نقش‌آفرینی در فیلم ترسناک خارج از تاریکی (۲۰۲۲) برندهٔ جایزه فیلم ایندیپندنت بریتانیا و جایزه بفتای اسکاتلند شد. وی در سال ۲۰۲۳ از سوی نشریهٔ اسکرین اینترنشنال به‌عنوان ستارهٔ فردا معرفی شد.

## اوایل زندگی
اوکلی-گرین در سات‌ارک، لندن، انگلستان به دنیا آمد و سپس به داربی‌شر نقل مکان کرد. او در تلویژن ورک‌شاپ در ناتینگهام آموزش دید. او از سال ۲۰۲۳ در دانشگاه مشغول تحصیل رشتهٔ روان‌شناسی است.

## حرفه
در سال ۲۰۲۱، اوکلی گرین در فیلم کوتاه ترسناک آمرزش‌خوانی در کنار بلا رمزی، از دیگر بازیگران آموزش‌دیده در از تلویژن ورک‌شاپ، ایفای نقش کرد. این فیلم کوتاه پس از موفقیت رمزی در مجموعه تلویزیونی آخرین بازمانده از ما در شبکهٔ اچ‌بی‌او و افزایش شهرت او، توجه بیشتری را به خود جلب کرد.
اوکلی گرین نخستین تجربهٔ سینمایی خود را با بازی در فیلم زندگی‌نامه‌ای اتاق رنگ (۲۰۲۱) برای اسکای سینما و در کنار فیبی داینور به دست آورد. نخستین حضور تلویزیونی‌اش در نقش سیندرلا جکسون در مجموعهٔ جنایی شروود (۲۰۲۲) از بی‌بی‌سی وان بود. همچنین در سال ۲۰۲۲، او در فیلم ترسناک اسکاتلندی خارج از تاریکی (که پیش‌تر با نام خاستگاه شناخته می‌شد) نقش‌آفرینی کرد؛ نقشی که برای آن، در دسامبر همان سال، جایزه فیلم ایندیپندنت بریتانیا را در بخش بازیگر نوظهور دریافت کرد. او همچنین برای این نقش، جایزهٔ بهترین بازیگر زن فیلم را از بفتای اسکاتلند گرفت.
در سال ۲۰۲۳، اوکلی گرین نقش تکرارشوندهٔ اندی را در فصل اول مجموعه کمدی فوق‌العاده دیزنی پلاس بازی کرد. او همچنین در فصل دوم مجموعه پروژه لازاروس از اسکای مکس و مجموعه دختران سوزان از پارامونت پلاس ایفای نقش کرده است.